# Cierniogonek białobrewy
Cierniogonek białobrewy (Leptasthenura xenothorax) – gatunek małego ptaka z rodziny garncarzowatych (Furnariidae). Występuje jedynie na niewielu stanowiskach w lasach Polylepis w południowo-środkowej części Peru. Jest gatunkiem endemicznym, ściśle powiązanym z występowaniem drzew i krzewów Polylepis. Jest uznawany za gatunek bliski zagrożenia.

## Systematyka
Gatunek po raz pierwszy zgodnie z zasadami nazewnictwa binominalnego opisał Frank Michler Chapman, nadając mu nazwę Leptasthenura xenothorax. Opis ukazał się w 1921 roku w artykule Descriptions of proposed new birds from Colombia, Ecuador, Peru, and Brazil w czasopiśmie „American Museum novitates”. Holotyp (dorosły samiec) został odłowiony w maju 1915 roku. Autor jako miejsce typowe wskazał Torontoy w świętej Dolinie Inków (Urubamba Valley) w Peru. Nie wyróżnia się podgatunków.

### Etymologia
- Leptasthenura: gr. λεπτος leptos „cienki”; ασθενης asthenes „słaby”; ουρα oura „ogon”[10].
- xenothorax: gr. ξενος xenos „dziwny”, „inny”, gr. θωραξ thōrax „napierśnik”[11].

## Morfologia
Nieduży ptak ze stosunkowo długim i lekko zakrzywionym dziobem, którego górna część jest barwy od stalowej do ciemnoszarej, a dolna jaśniejsza u nasady. Tęczówki czarne. Nogi szare. Pióra czoła i górnej części głowy tworzą charakterystyczną jasnoczerwoną czapeczkę, która kontrastuje z matowym szarobrązowym karkiem. Gardło, szyja, górna część piersi oraz głowa bez tylnej części w czarno-białe plamki układające się we wzór szachownicy. Od nasady dzioba, biały cienki pasek brwiowy. Górna pokrywy skrzydeł są ciemnobrązowe z matowym rdzawym obramowaniem i jasnopłową plamą na lotkach. Ogon długi, wyraźnie stopniowany, środkowe sterówki najdłuższe, zewnętrzne krótkie, wszystkie w kolorze ciemnobrązowym do czarnego. Obie płcie wyglądają tak samo. Młode osobniki są bardzo podobne do dorosłych. Długość ciała z ogonem 16–18 cm, masa ciała 13 g.

## Zasięg występowania
Cierniogonek białobrewy jest spotykany tylko na kilku stanowisk w regionach Cuzco i Apurímac w Peru. Spotykany jest na wysokości od 3700 do 4550 m n.p.m., czasami także w obszarach niżej położonych, ale zawsze w pobliżu wysokich drzew z rodzaju Polylepis. Zasięg występowania cierniogonka białobrewego według szacunków organizacji BirdLife International obejmuje około 19,1 tys. km².

## Ekologia
Cierniogonek białobrewy jest gatunkiem endemicznym, ściśle powiązanym z występowaniem drzew z rodzaju Polylepis. Jego głównym habitatem są wysokogórskie lasy, na terenach położonych niżej spotykany jest w półwilgotnych górskich zaroślach. Jest gatunkiem owadożernym, zjada też inne stawonogi, ale brak szczegółowych informacji o jego diecie. Występuje zazwyczaj w parach lub niewielkich grupach rodzinnych, ale spotykany jest także w stadach mieszanych. Żeruje głównie na wysokościach powyżej 4,8 m w środkowych i górnych partiach drzew, zbierając pokarm z gałęzi i często zwisając głową w dół.

### Rozmnażanie
Rozmnaża się w zależności od stanowiska w okresie października–listopada. Znany jest jeden przypadek zaobserwowania gniazda. Znajdowało się ono w naturalnej szczelinie w pniu drzewa gatunku Polylepis racemosa, na wysokości około 2,2 m (drzewo mierzyło około 7 m wysokości). Szczelina miała wymiary 16,3 na 6,1 cm i głębokość 20,8 cm. W umieszczonym w niej gnieździe znajdowały się dwa jasne jaja. Wewnętrzna miseczka wyścielona była mchem, porostami i włóknami z kory drzew Polylepis. W budowie gniazda i wychowaniu młodych uczestniczą zarówno samica, jak i samiec. Brak bardziej szczegółowych informacji.

## Status
Od 1988 roku cierniogonek białobrewy wpisany jest do Czerwonej księgi gatunków zagrożonych IUCN. Pierwotnie był uznany za gatunek zagrożony (Threatened). Od 1994 roku klasyfikowano go jako gatunek krytycznie zagrożony, od 2000 roku jako gatunek zagrożony (EN – Endangered), zaś w 2024 zmieniono status na gatunek bliski zagrożenia (NT, Near Threatened).  Liczebność populacji szacowana jest na 8550 – 30 000 dorosłych osobników. BirdLife International uznaje trend liczebności populacji za prawdopodobnie spadkowy. Główne zagrożenia dla gatunku to wycinka lasów, pożary oraz intensywny wypas zwierząt uniemożliwiający regenerację lasów Polylepis. BirdLife International wymienia 2 ostoje ptaków IBA, w których ten gatunek występuje.